# Shift

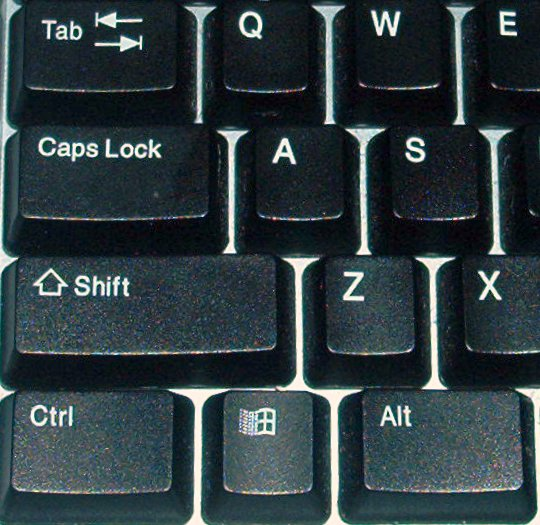
Shift gomb egy billentyűzeten

A shift egy módosító billentyű a számítógépek billentyűzetein. Először egy 1878-as Remington írógépen jelent meg, előtte az írógépek csupa nagybetűs írásmódot használtak. Többnyire a nagybetűk eléréséhez, illetve a billentyűkön felül jelölt karakterek (pl. írásjelek) beviteléhez használjuk. Többnyire két „shift” található a billentyűzeteken: a bal és a jobb oldalon egy-egy. A „shift” billentyűzetenként különböző szélességű lehet, sőt ugyanazon billentyűzeten is különbözhet a bal és a jobb oldali mérete. Jelölésük: felfelé mutató nyíl, illetve néha maga a „shift” szó kiírva.
Hatása nagyon különböző lehet attól függően, hogy milyen környezetben, illetve milyen más gombbal vagy gombokkal együtt ütjük le. E tulajdonsága miatt nevezik módosító billentyűnek.
Hasonló hatású a Caps Lock billentyű, amit a Shift gomb tartós lenyomásának felel meg, vagyis folyamatos nagybetűs írásra alkalmazható (kivéve a számítógépes játékokban, ahol az egyes billentyűk általában egy-egy különálló funkciót jelentenek).